# 최광묵
최광묵(1960년 1월 1일 ~)은 청보 핀토스에서 뛰었던 전 야구 선수다. 1982년 인하대학교의 대학 야구 선수권 대회 우승을 이끌었다. 1983년 삼미 슈퍼스타즈의 지명을 받았으나 실업 구단인 제일은행 야구단에 입단해 3년 간 선수 생활을 했으며, 1986년 청보 핀토스에 지명되어 입단함으로써 프로에 데뷔했다. 그러나 큰 활약 없이 한 시즌만 뛰고 은퇴했다. 프로 통산 성적은 23경기 18타수 3안타 1볼넷 2득점 타율 0.167이다.

## 출신 학교
- 인천고등학교
- 인하대학교

## 같이 보기
- 제일은행 야구단
- 1986년 청보 핀토스 시즌